# Мюглер, Тьери
Тьери́ Мюгле́р (фр. Thierry Mugler, 21 декабря 1945, Страсбург — 23 января 2022, Венсен) — французский модельер и фотограф, создатель модного дома своего имени.

## Биография
Тьери Мюглер родился в Страсбурге. Будучи творческим ребёнком, он больше любил рисовать, чем учиться. В возрасте 9 лет Тьери начал заниматься классическим танцем и в 14 лет был принят в кордебалет Рейнской оперы. Заинтересовавшись дизайном, некоторое время учился в Страсбургской школе декоративных искусств, намереваясь заняться дизайном интерьеров. В 1969 году Мюглер переехал в Париж, где начал работать модным стилистом.
В 1973 году Мюглер создал свою первую коллекцию женской одежды под названием Café de Paris. Основными её доминантами стали мотивы пятидесятых годов с характерным акцентом на талии, а также строгость и чёткость форм, свойственная моде сороковых. Эти ретро-элементы модельер наполнил современным звучанием, добавив образам агрессивной сексуальности и утрированной женственности, что стало характерным для его стиля. В 1977 году он представил публике свою первую «коллекцию—спектакль», а в 1978 году открыл свой первый бутик по адресу Площадь Побед, дом № 10.
В 1984 году отметил 10-летний юбилей своей творческой деятельности показом коллекции в только что построенном зале «Зенит», на котором присутствовало 6 тысяч зрителей.
В начале 1990-х годов стал приглашённым членом Синдиката высокой моды. В 1992 году в отеле «Риц» была показана его первая коллекция haute couture (осень-зима 92/93). В том же году Мюглер возглавил парфюмерное подразделение своего модного дома, созданное в сотрудничестве с концерном Clarins, и выпустил духи «Ангел». Тогда же создал чёрное облегающее платье, в котором Деми Мур снялась в фильме «Непристойное предложение», а годом ранее участвовал в создании клипа певца Джорджа Майкла Too funky, где выбранные им топ-модели дефилировали в его нарядах.
В 1995 году модельер отметил 20-летие своего дома грандиозным показом моды в парижском Зимнем цирке, на котором присутствовало множество звёзд эстрады и кино.

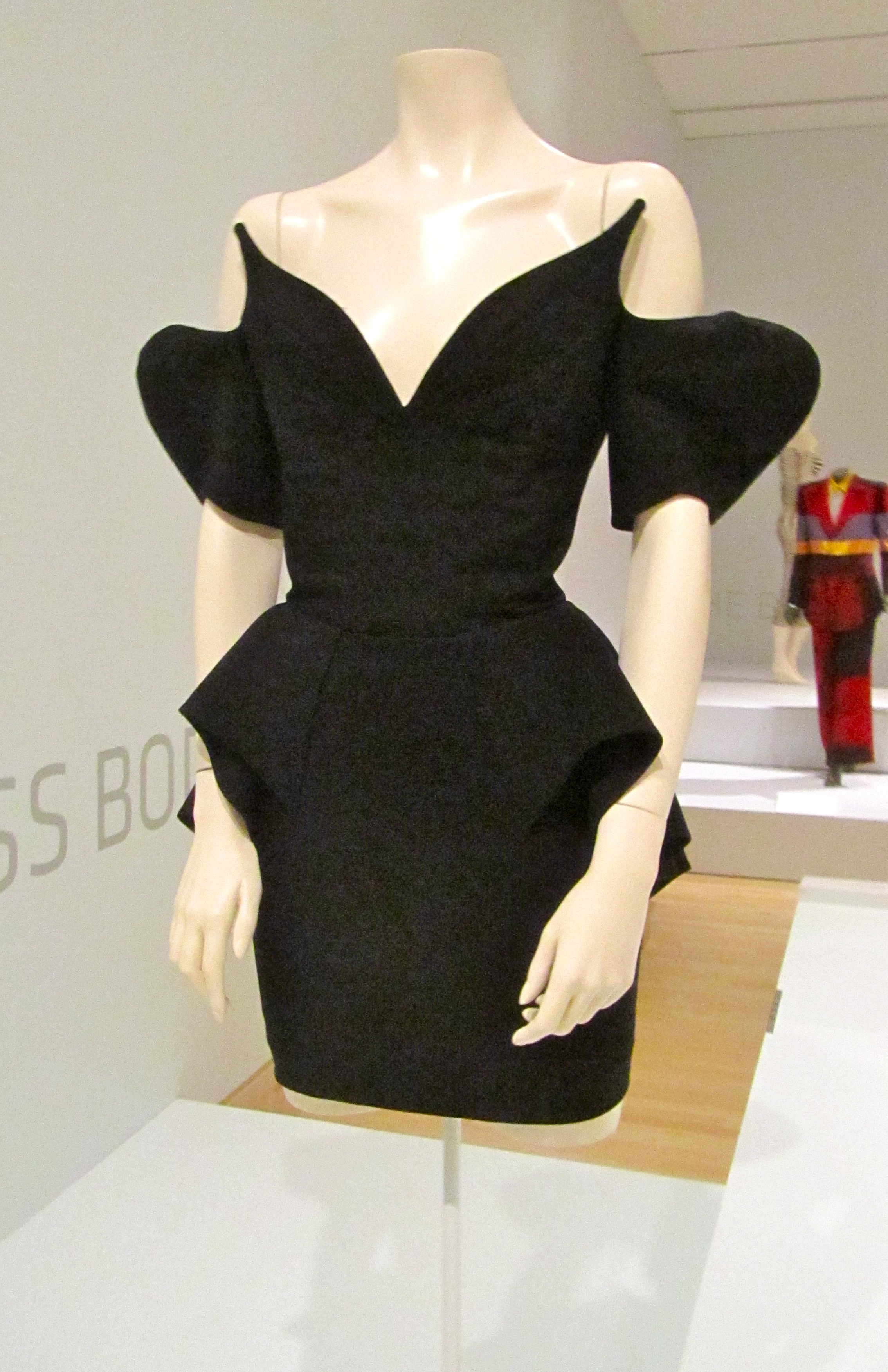
Вечернее платье от Тьерри Мюглера на выставке в Музее искусств Индианаполиса

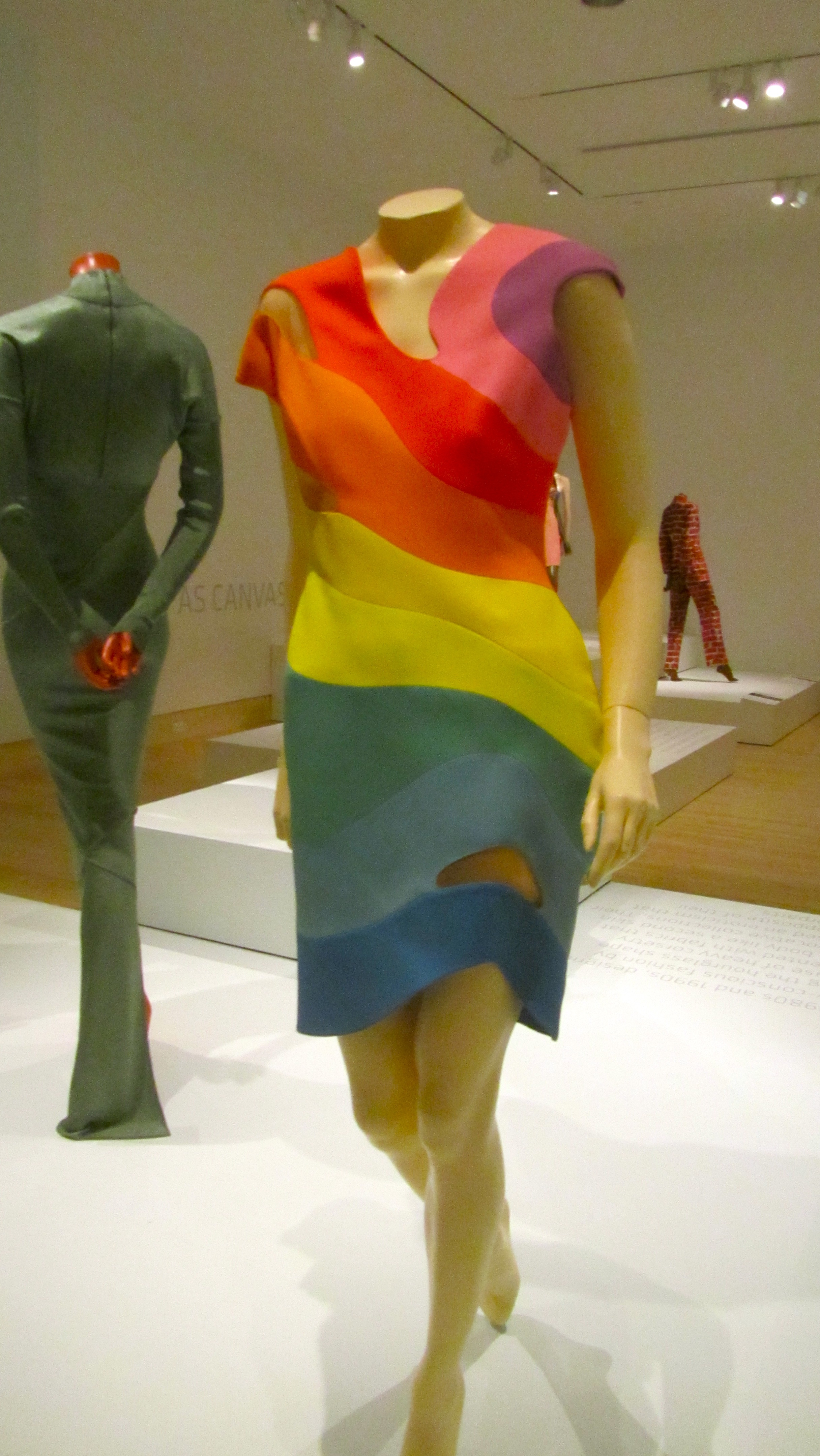
Платье от Тьерри Мюглера на выставке в Музее искусств Индианаполиса

Вскоре после этого он оставил мир высокой моды и переехал в Нью-Йорк, где начал работать как художник по костюмам для театра и кино, фотограф и дизайнер парфюмерных флаконов. Мюглер создавал костюмы для выступлений Цирка Дю Солей, в 2009 году он стал персональным стилистом Бейонсе и начал создавать костюмы для сценических выступлений певицы.
Мюглер руководил производством одежды prêt-à-porter «Тьери Мюглер» до 2002 года, когда у компании стали возникать проблемы, а парфюмерной студией — до 2013 года. В 2015 году этот дизайнер выпустил первую коллекцию сумок под своим именем.
Склонный к театральности, он превращал каждое дефиле в феерическое шоу. Воплощением идеальной женской красоты для Мюглера стала модель Джерри Холл.
После своего ухода из мира моды он стал жить затворником и начал представляться своим вторым личным именем (Манфред). Активно занимался бодибилдингом. После того, как в тренажёрном зале Мюглер уронил себе на голову штангу, его лицо подверглось вмешательству пластических хирургов и серьёзно изменилось.
Тьери Мюглер умер от естественных причин 23 января 2022 года в возрасте 73 лет.

## Личная жизнь
Мюглер был открытым геем.

## Театральные работы
- 2019 — McGREGOR+MUGLER, балет Уэйна Макгрегора для балерины Ольги Смирновой.